# Scotospilus divisus
Scotospilus divisus là một loài nhện trong họ Hahniidae.
Loài này thuộc chi Scotospilus. Scotospilus divisus được Raymond Robert Forster miêu tả năm 1970.